# Nagykereskény
Nagykereskény (szlovákul Veľké Krškany) Kereskény településrésze, korábban önálló falu Szlovákiában, a Nyitrai kerület Lévai járásában.

## Fekvése
Lévától 5 km-re, keletre fekszik.

## Története
Területe már az újkőkorszakban lakott volt, a zselízi és a lengyeli kultúra tárgyi emlékei kerültek itt elő.
1242-ben „Keresken" alakban említik először. 1351-ben „Nogkereskyn", 1461-ben „Nagkeresken", 1493-ban „Kerskan" néven szerepel az írott forrásokban. A 15. században Léva várának tartozéka. A 18. században a Kereskényi családé, 1767-től a Majláthoké, később a Pogány és Erdődy családoké. 1715-ben 9, 1720-ban 6 háztartása volt.A 19. században a Zmeskall és Majláth családok birtoka. 1828-ban Nagykereskény 59 házában 357 lakos élt. Lakói mezőgazdasággal, szőlőtermesztéssel foglalkoztak.
A 18. század végén Vályi András így ír róla: „Kis, és Nagy Kereskény. Két tót falu Hont Várm. Kis Kereskénynek földes Urai Agárdi, és több Uraságok, Nagy Kereskénynek pedig G. Majlát, (a’ kinek háza, és Úri háza mellett lévő szép Temploma ékesítik e’ helységet,) és több Urak, lakosai katolikusok, és lutheránusok, a’ lutheránusok Csankhoz vagynak affiliálva, fekszenek Horhitól 2/4, Varsánytól pedig 1/4 órányira, határbéli földgyeik bő termékenységűek, legelőjök van elég, szőlő hegyek, réttyek, erdejek mind jó, és bő, malmok a’ Szilkintzén jó, boraiknak, és gabonájok el adásából módjok van a’ Bánya Városokban, és Báthon a’ pénz keresetre."
A 19. század közepén Fényes Elek eképpen írja le: „Kereskény (Nagy), Hont megyei tót-magyar falu, 260 kath. 50 evang. 2 ref. lak. Kath. paroch. templom. Kövér rét és legelő. Bor, fa, gabona elég. F. u. Majláth és Zsarnoczay."
Borovszky monográfiasorozatának Hont vármegyét tárgyaló része szerint: „Nagykereskény, tóttal vegyes magyar kisközség, 51 házzal és 400 róm. kath. vallású lakossal; vasúti állomása és távirója Léva, postája Kiskereskény. Ősi települt hely, a mit a falu határában talált kelta korbeli leletek bizonyítanak. A község nevével először 1320-ban találkozunk az oklevelekben, a mikor Krskany alakban szerepel. Possessio Kereskenyt említenek 1349-ben, 1411. és 1424-ben az iratok. Abban az időben a lévai várnak volt a tartozéka. A XVIII. században a Kereskényi, Simonyi, Szászy és Horváthy családokat uralta a falu. 1767-ben kezdte meg itt a birtokszerzést Kéthelyi Mailáth Ferencz és megvásárolta a Simonyi-családtól a ma is álló kastélyt. A mult század elején a Mailáth családon kivül, a Zsarnóczay és Mándy családokat találjuk birtokban; a XIX. század második felében pedig Mailáth László és Imre, továbbá Pogány Pál voltak a falu birtokosai. Ezidőszerint özvegy Majláth Lászlónénak, szül. Bakonyi Máriának, valamint Pogány Pál örököseinek, továbbá Ordódy Lajosnak és Lászlónak van itt nagyobb birtokuk; ez utóbbiak a Mailáth Imre-féle javak jogutódjai. A községbeli templomot Mailáth Ferencz építtette a XVIII. század végén. Nagykereskényhez tartoznak: a Jakubi-major, mely özv. Mailáth Istvánné tulajdona. A faluhoz tartozik még a Rovnya-major is. A községben mészégető-telep van."
A trianoni békeszerződésig Hont vármegye Báti járásához tartozott.
Kis- és Nagykereskényt 1960-ban egyesítették.

## Népessége
1910-ben 421-en, többségében szlovákok lakták, jelentős magyar kisebbséggel.

## Nevezetességei
- Szent Anna tiszteletére szentelt, római katolikus temploma 1777-ben épült barokk-klasszicista stílusban.
- A nagykereskényi kastély a 17. században épült barokk stílusban, építtetője a Simonyi család. Később a Majláth, majd az Ordódy család tulajdona volt.

## Itt születtek, itt éltek
- Noszky Jenő geológus itt született 1880. november 3-án.

## Lásd még
- Kereskény
- Kiskereskény

## Külső hivatkozások
- Községinfó
- Kereskény Szlovákia térképén
- Regiontekov.sk
- E-obce.sk Archiválva 2008. szeptember 20-i dátummal a Wayback Machine-ben